# Dacă într-o noapte de iarnă un călător
Dacă într-o noapte de iarnă un călător (în italiană: Se una notte d'inverno un viaggiatore) este un roman de Italo Calvino publicat în 1979.
Romanul vorbește despre un cititor care începe să citească o carte intitulată „Dacă într-o noapte de iarnă un călător”. Primul și toate capitolele impare explică la persoana a doua cum se comportă cititorul care vrea să citească următorul capitol al romanului. Capitolele pare însă, sunt capitole inițiale ale cărților pe care cititorul încearcă să le citească. Este un roman care relatează plăcerea lecturii, sau mai bine spus plăcerea începutului unei lecturi. Este un metaroman în care structura sintactică se împletește în mod direct cu povestea pe care autorul dorește să o nareze.
"Dacă într-o noapte de iarnă un călător este un experiment postmodern în care Italo Calvino își desfășoară toate forțele dând la iveală nu unul, ci zece începuturi de roman, fiecare cu un alt subiect, alte personaje și un stil cu totul diferit de precedentul. Singurul fir narativ comun este povestea de dragoste dintre Cititor și Cititoare, care se străduiesc să dezlege ițele curioasei întâmplări care face ca niciunul dintre romanele începute să nu aibă sfârșit. Organizații secrete, un traducător-conspirator, poliție politică, autori misterioși se întrec se întrec în a da viață acestei istorisiri despre scris, iubire și literatură."https://www.editura-art.ro/info/carte/daca-intr-o-noapte-de-iarna-un-calator

„Este absolut posibil ca Italo Calvino să nu fie o ființă umană, ci o planetă, cum e Solaris din marele roman al lui Stanislaw Lem. Solaris, asemenea lui Calvino, deține puterea de a pătrunde în cele mai ascunse cotloane ale minții umane și de a-i transforma visurile în realitate.“ Salman Rushdie